# Sapromyza nigripes
Sapromyza nigripes är en tvåvingeart som beskrevs av Macquart 1843. Sapromyza nigripes ingår i släktet Sapromyza och familjen lövflugor. Inga underarter finns listade i Catalogue of Life.